# فرودگاه رفسنجان
فرودگاه شهدای رفسنجان فرودگاهی در کشور ایران است که در شهر رفسنجان در استان کرمان قرار دارد. در سال ۲۰۱۶ میلادی ۲۴۴ نشست و برخاست هواپیما در این فرودگاه انجام شد و ۱۵٬۸۶۲ نفر مسافر و ۱۳۶٬۸۲۵ کیلوگرم بار از طریق آن جابجا شدند.

## شرکت‌های هواپیمایی و مقصدهای پروازی
| شرکت‌های هواپیمایی | مقصدهای پروازی            |
| ----------------- | ------------------------- |
| ایران ایر         | فرودگاه بین‌المللی مهرآباد |